# Bulletin de santé publique de Côte d’Ivoire
Le bulletin de santé publique de Côte d’Ivoire (BSP-CI) lancé le 18 juillet 2023, est un moyen de communication gouvernementale pour la vulgarisation d’informations de santé publique à jour, fiables, exactes, objectives et utiles à faire de la priorité la santé des populations, minimiser les menaces ainsi que d’éclairer les pratiques et les prises de décision en matière de santé publique. Il servira de plateforme pour le partage de ces données et la diffusion des résultats de recherche des chercheurs ivoiriens. Cela contribuera au renforcement la capacité du pays à faire face aux enjeux sanitaires actuels et futurs.

## Création
Le Ministre de la santé, de l’hygiène publique et de la couverture maladie universelle, Pierre Dimba a officiellement lancé mardi 18 juillet 2023, le Bulletin de santé publique de Côte d’Ivoire (BSP-CI), à l’Institut national de santé publique (INSP) d’Abidjan-Adjamé,. Le BSP-CI est créée sous la sous la coordination de l'Institut national de santé publique (INSP). 

## Vision
Cette plateforme, selon le Ministre Pierre Dimba, premier patron de la santé, s’inscrit dans la vision de son département ministériel qui est de "garantir un accès équitable à des soins de santé de qualité pour tous", telle qu’exprimée dans son Plan national sanitaire (PNS) 2021-2025.

## Mission
Le bulletin de santé publique de Côte d’Ivoire (BSP-CI) est chargé de la rédaction du document trimestriel qui contiendra des articles de recherche, des lignes directrices du ministère et des rapports sur l'état des maladies prioritaires pour le ministère. Les sources d'information du BSP-CI incluront le ministère de la santé, les établissements de santé publique, les entités de recherche et les organisations non gouvernementales. Il est également chargé de diffuser les résultats de la recherche et d’analyses des données de routine, de faire la promotion des chercheurs en Côte d’Ivoire et de participer à la prise de décisions fondées sur des données probantes,,.

## Contexte et Objectif
Dans un contexte où persistent les maladies infectieuses, réémergent certaines épidémies et progressent les maladies non transmissibles, la Côte d’Ivoire a mis en place un système de veille et d’alerte sanitaire reposant sur la collecte et l’analyse régulière de données de terrain. Le Bulletin de santé publique, produit dans ce cadre, a pour objectifs de documenter l’évolution de l’état de santé de la population de manière hebdomadaire ou mensuelle, de détecter précocement les flambées épidémiques, d’orienter les décisions stratégiques en matière de santé publique et de renforcer la transparence de l’action des autorités sanitaires.